# Telefónica
Telefónica est une entreprise multinationale espagnole de télécommunications. Elle est présente en Europe, en Amérique latine, et compte 44 millions de lignes fixes dont 19 millions en Espagne. Sa filiale de téléphonie mobile Telefónica Móviles compte plus de 54 millions d’abonnés dont 20 millions en Espagne. Telefónica est le plus grand actionnaire du portail Internet Terra Networks, et délivre l’ADSL à plus d’un million d’abonnés.
Présente mondialement, c'est une des plus grandes compagnies de télécommunications mobiles et fixes du monde : troisième quant au nombre de clients (avec l'acquisition de O2, de Movistar et de Manx Telecom), derrière China Mobile et Vodafone, et dans le top 5 en capitalisation boursière.

## Histoire

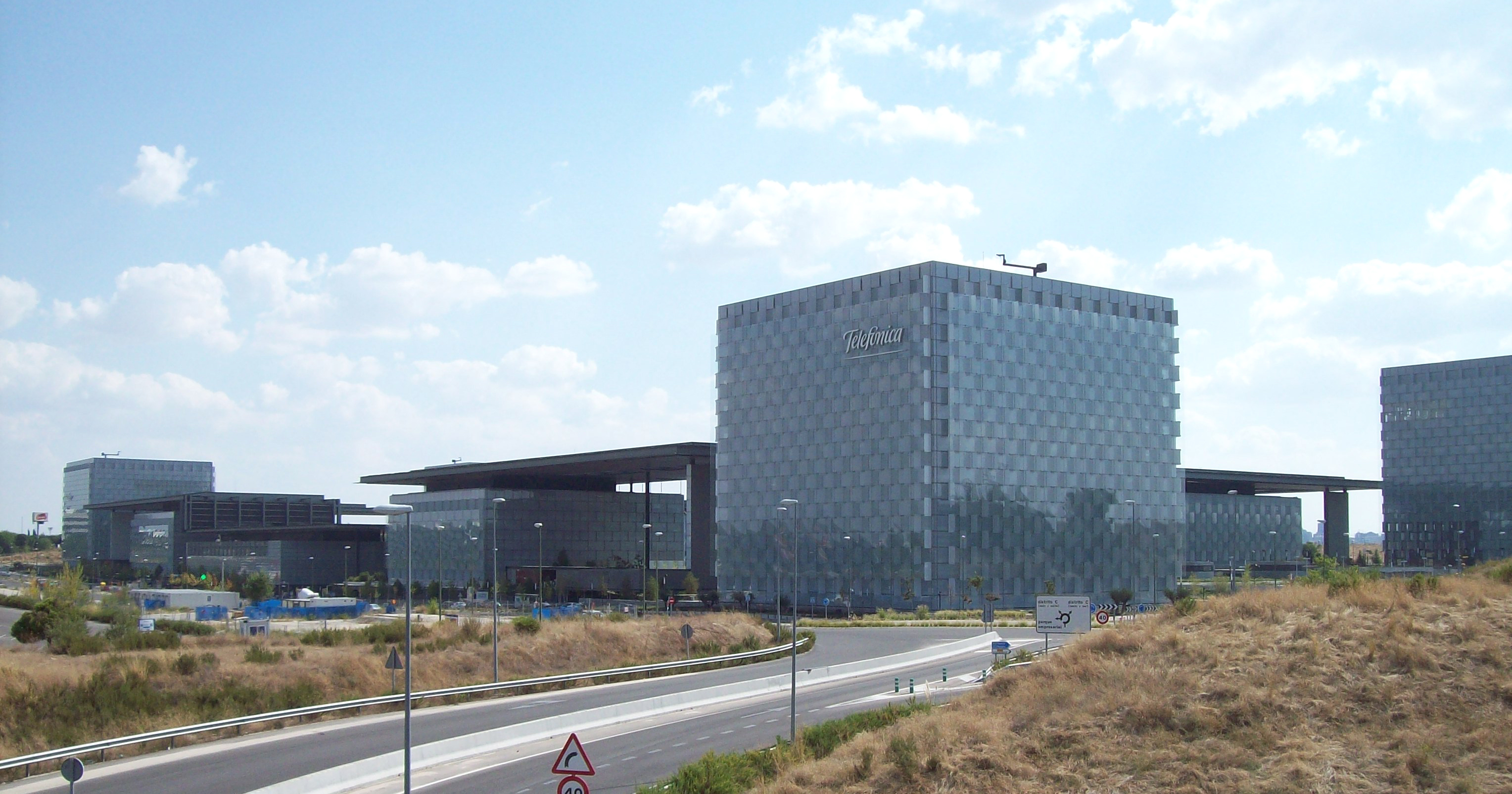
Siège opérationnel du Telefónica, à Madrid.

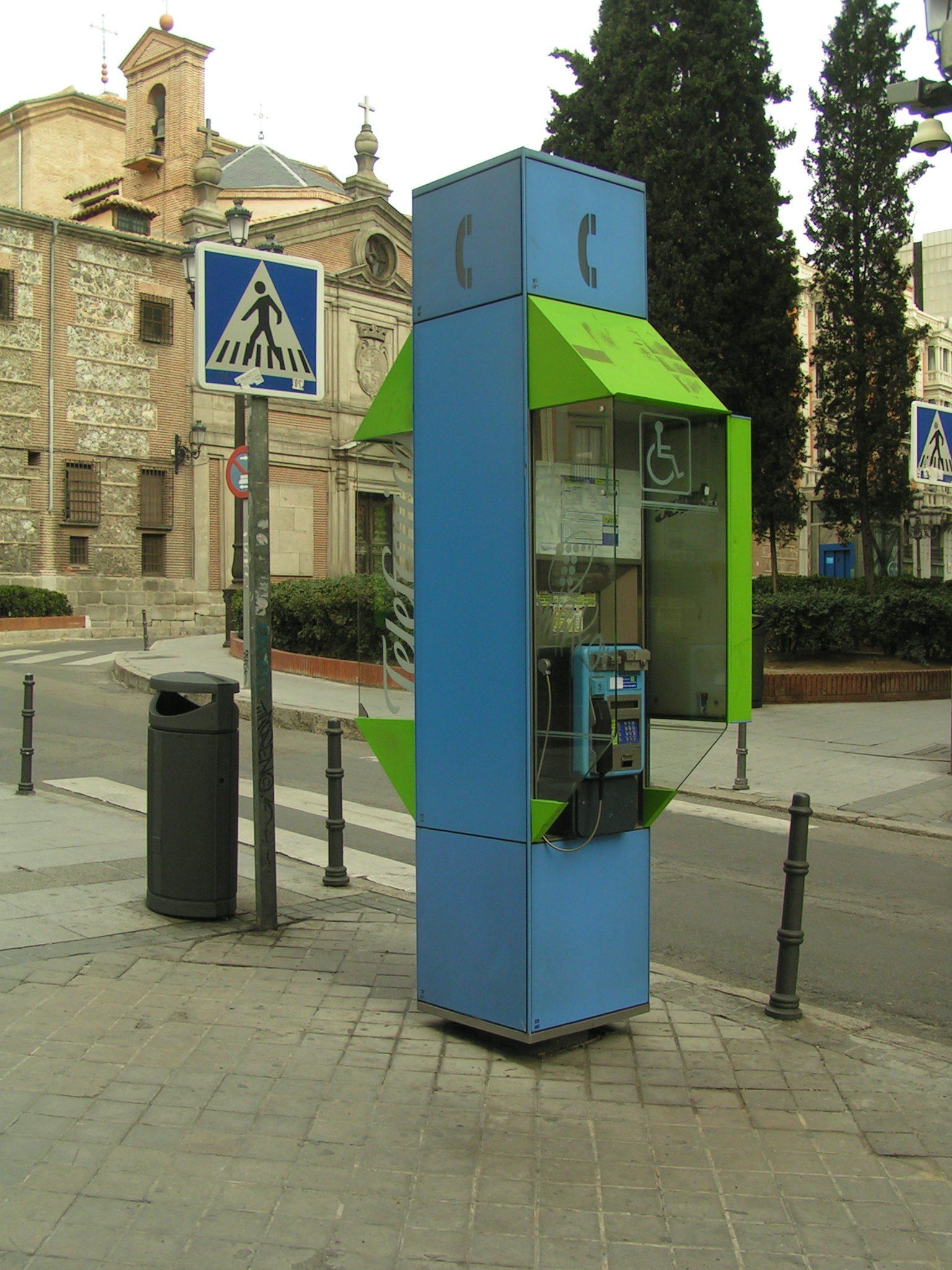
une cabine téléphonique de Telefonica à Madrid

Créé le 19 avril 1924, Telefónica était le seul opérateur téléphonique d'Espagne jusqu'à la libéralisation du marché des télécoms en 1997 et conserve toujours aujourd'hui une position dominante (plus de 75 % du marché fixe en 2004).
Le gouvernement espagnol a privatisé l'entreprise entre 1995 et 1999.
Le 5 juillet 2007, la commission européenne a ordonné à Telefónica de payer une amende antitrust record de près de 152 millions d'euros pour ses activités sur le marché du haut débit espagnol, qui, selon la commissaire européenne à la libre concurrence, Neelie Kroes, « portaient préjudice au consommateur, aux entreprises espagnoles et à l'économie espagnole dans son ensemble, et par extension à l'économie européenne ».
En 2006, le groupe se sépara de sa filiale Telefónica Publicidad e Información (TPI), et se désengage du groupe d'audiovisuel Endemol au profit de Mediaset en mai 2007.
En juin 2013, 3 annonce l'acquisition de la filiale irlandaise de O2 pour 780 millions d'euros. L'acquisition est acceptée par les autorités de la concurrence européenne en mai 2014.
En novembre 2013, Telefónica vend ses activités en République tchèque pour 2,47 milliards d'euros au groupe PPF, dans le but de se désendetter et de se concentrer sur les marchés italiens et brésiliens.
En septembre 2013, Telefónica signe avec Alcatel-Lucent un des plus grands contrats 4G en Europe pour déployer un réseau sur 60 % de l'Espagne avec la construction de 8 000 stations de base.
En octobre 2013, Telefónica lance une OPA sur l'opérateur allemand E-Plus appartenant à KPN, pour 8,55 milliards de dollars, soit environ 7,7 milliards d'euros.
En juin 2014, les autorités de la concurrence européennes approuvent cette fusion si 20 % des actifs de l'ensemble sont vendus à de nouveaux opérateurs.
En décembre 2014, la Fondation Mozilla intègre à son navigateur web Mozilla Firefox l'outil de communication vidéo Firefox Hello, avec l'appui de l'entreprise Telefónica.
En janvier 2015, Telefónica annonce vouloir vendre ses activités britanniques sous la marque O2 pour 10,25 milliards de livres, soit environ 11,8 milliards d'euros à Hutchison Whampoa qui possède déjà l'opérateur 3. En mai 2016, les autorités de la concurrence européenne ont bloqué l'acquisition de O2 par Hutchison Whampoa.
En novembre 2016, Viacom annonce l'acquisition pour 345 millions de dollars, soit environ 309 millions d'euros, de Television Federal, télévision argentine détenue par Telefónica.
En janvier 2019, America Movil annonce l'acquisition des activités au Guatemala et au Salvador de Telefonica pour respectivement 333 et 315 millions de dollars.
Telefonica prévoit de céder la majorité de ses activités en Amérique latine afin de se concentrer sur les principaux marchés du Royaume-Uni, de l'Espagne, de l'Allemagne et du Brésil et d'ajouter 2 milliards d'euros de recettes grâce à ce programme. En avril 2020, Telefonica annonce la vente pour 1,5 milliard de dollars de 10 000 de ses pylônes de télécommunications en Allemagne à Telxius, une co-entreprise qu'il détient à 50 % avec KKR et  Pontegadea. En mai 2020, Telefonica et Liberty Global annoncent la fusion de  O2 et de Virgin Media, au Royaume-Uni, dans une transaction valorisant l'ensemble près de 38 milliards de dollars, dettes incluses. Les deux entreprises auront une participation de 50 % dans le futur ensemble,. En janvier 2021, Telefonica vend les activités de pylons téléphoniques de sa filiale Telxius qui possède ses 30 000 pylones téléphoniques tant en Europe qu'en Amérique latine, pour 7,7 milliards d'euros, à American Tower. En février 2022, Telefonica annonce acquérir avec Amancio Ortega les 40 % qu'il de détenait plus dans Telxius, qui ne détient plus que des câbles sous-marins de télécommunications, pour 216 millions d'euros.
En 2024, Telefónica emploie environ 100 000 salariés dans douze pays, dont 16 500 en Espagne. Très endettée, elle annonce le licenciement de 3 400 personnes en Espagne. L'entreprise se s'est jamais entièrement remise de la crise financière de 2007-2008, depuis laquelle son cours de Bourse a chuté de près de 23 euros en 2007 à moins de 4 euros actuellement, et sa capitalisation de 100 à 21 milliards d’euros.
En avril 2025, Telefónica annonce vendre sa filiale péruvienne à une entreprise argentine (Integra Tec), pour 900 000 euros, suite à un litige fiscal avec l'État péruvien de 1,24 milliard d'euros, qui devra être régler par le repreneur. Le mois suivant, Telefónica annonce la vente pour 440 millions de dollars de sa filiale en Uruguay à Millicom.

## Activités

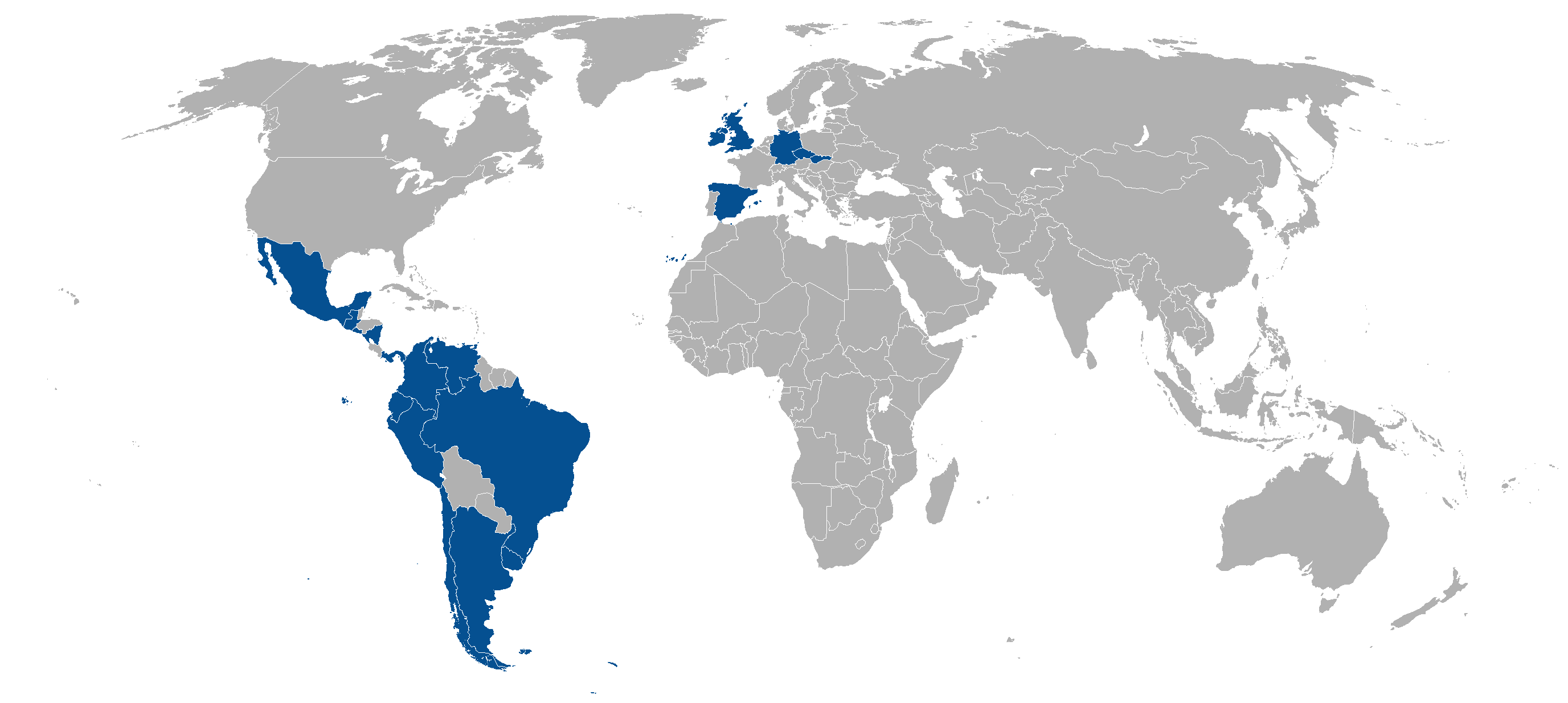
Implantation mondiale de Telefónica

Telefónica est un opérateur de télécommunications, leader sur les marchés de langues espagnole et portugaise. L'entreprise détient plus de 203 millions de clients à travers le monde (chiffres de 2006) dans la cinquantaine de pays où la firme est implantée. Le principal marché, dont elle était l'opérateur historique, est l'Espagne mais une vingtaine de marché sont stratégiques pour le groupe. Les pays où l'opérateur est bien implanté sont les pays de langue espagnole et portugaise: le Portugal, Argentine, le Brésil, le Pérou, le Chili, la Colombie, le Salvador, le Mexique et le Guatemala ainsi que le Maroc (deuxième opérateur du pays). Depuis l'acquisition en 2006 de la multinationale de téléphonie mobile anglaise O2 (pour 26 milliards d’euros), Telefónica a été présent pendant une petite décennie dans les pays suivants : le Royaume-Uni, l'Irlande, la République tchèque, la Slovaquie et l'Allemagne. En 2015, Telefónica n'est plus présent que dans 3 pays européens : l'Espagne, l'Allemagne (O2 plc) et le Royaume-Uni (O2).

## Filiales
Telefónica possède des filiales principalement dans le secteur des télécommunications, mais aussi dans celui des médias, des assurances, ou encore des stades. Elle est principalement présente dans les pays latino-américains, mais aussi en certains pays européens comme l'Allemagne, le Royaume-Uni, et bien évidemment l'Espagne.

### Telefónica España
- Movistar España : Téléphonie mobile, téléphonie fixe, internet (fibre optique/4G) et télévision.
- Movistar Empresas : Services pour les grandes et moyennes entreprises.
- Tuenti : Opérateur virtuel de téléphonie mobile.
- terra.es : site web de contenus.
- Movistar+ :  télévision par cable et satellite (anciennement Canal+ en Espagne).
- Telefónica Investigación y Desarrollo: R&D.
- Telefónica Global Solutions: services pour les opérateurs de télécommunications.
- Telefónica Multinational Solutions: services pour des multinationales.
- Telefónica Telecomunicaciones Públicas: entreprise qui gère les postes téléphoniques de rues.

### Telefónica Amérique latine
Mexique
- Telefónica México : filiale
- Movistar México Téléphonie mobile, téléphonie fixe, internet (fibre optique/4G)
- Movistar Empresas : Services pour les grandes et moyennes entreprises.
- Terra Networks México : site web de contenus.
- Tuenti : Opérateur virtuel de téléphonie mobile.

Costa Rica
- Movistar Costa Rica: Téléphonie mobile.
- Movistar Empresas: Services pour les grandes et moyennes entreprises.

El Salvador
- Movistar El Salvador:  Téléphonie mobile.
- Movistar Empresas: Services pour les grandes et moyennes entreprises.

Guatemala
- Movistar Guatemala: Téléphonie mobile, téléphonie fixe, internet.
- Movistar Empresas: Services pour les grandes et moyennes entreprises.

Nicaragua
- Movistar Nicaragua: Téléphonie mobile.
- Movistar Empresas: Services pour les grandes et moyennes entreprises.

Panamá
- Movistar Panama: Téléphonie mobile, téléphonie fixe, internet.
- Movistar Empresas: Services pour les grandes et moyennes entreprises.

Brésil
- Vivo: Téléphonie mobile, téléphonie fixe (GVT), Internet (fibre optique/4G), et télévision (satellite et câble).
- Telefónica Empresas: services pour les grandes et moyennes entreprises.
- Telefónica Investigación y Desarrollo: R&D.
- Terra Networks Brasil: site web de contenus.
- Pleyade Brasil: assurances.
- TGestiona: services de gestion.

Pérou
- Telefónica Perú
- Movistar Perú
- Movistar Empresas
- Terra Networks Perú
- Pléyades Perú: assurances.
- Tuenti
- Media Networks

Uruguay
- Movistar Uruguay
- Sports Field Producciones
- Telefónica Empresas

Colombie
- Telefónica Colombia
- Movistar Colombia
- Telefónica Empresas
- Telefónica International Wholesale Services
- Terra Networks Colombia

Équateur
- Movistar Ecuador
- Telefónica Empresas
- Telefónica International Wholesale Services

Paraguay
- Movistar Paraguay
- Montelindo Eventos Deportivos
- Telefónica Empresas

Chili
- Telefónica Chile
- Movistar Chile
- Movistar Larga Distance Chile
- Movistar Negocios
- Movistar Empresas
- Telefónica International Services
- Terra Networks Chile
- Pleyade Chile: assurances
- T-Gestiona: services de gestion.
- Fundación Telefónica Chile
- Movistar Arena

Argentine
- Telefónica de Argentina
- Movistar Argentina
- Telefónica Empresas
- Terra Networks Argentina
- Pleyade Argentina: assurances
- Tuenti
- Fundación Telefónica Argentina

Venezuela
- Movistar Venezuela
- Telefónica Empresas: services aux entreprises.
- Telefónica International Wholesale Services : services pour opérateurs de télécommunications.
- Terra Networks Venezuela: site internet.
- Rumbo.com.ve: portal internet de services touristiques.
- MiPunto.Com: site internet de nouvelles, email, et achats.
- Ubicar: Sistemas Timetrack S.A., géolocalisation de véhicules.
- TelPago
- Fundación Telefónica Venezuela

### Telefónica Europa
Royaume-Uni
- O2 : Téléphonie mobile, téléphonie fixe, internet (fibre optique/4G).

Allemagne
- O2 : Téléphonie mobile, téléphonie fixe, internet (fibre optique/4G) et télévision.

Italie
- Mediaset Premium : Deuxième actionnaire avec 11,1 % des actions.

## Données financières
| Années                      | 2001  | 2002   | 2003  | 2004  | 2005  | 2006  | 2007  | 2008  | 2009  | 2010   | 2011  | 2012  | 2013  | 2014  |
| --------------------------- | ----- | ------ | ----- | ----- | ----- | ----- | ----- | ----- | ----- | ------ | ----- | ----- | ----- | ----- |
| Chiffre d'affaires          | 31052 | 28411  | 28399 | 30322 | 37882 | 52901 | 56441 | 57946 | 56731 | 60737  | 62837 | 62356 | 57061 | 50377 |
| Résultat d'exploitation     | 12804 | 11724  | 12600 | 13215 | 15276 | 19126 | 22824 | 22919 | 22603 | 25777  | 20210 | 21741 | 19077 | 15515 |
| Résultat net part du groupe | 2 106 | -5 577 | 2 203 | 2 877 | 4 446 | 6 233 | 8 906 | 7 592 | 7 776 | 10 167 | 5 403 | 3 928 | 4 593 | 3 001 |
| Dettes financières          | 28941 | 22533  | 19235 | 20982 | 33574 | 52145 | 45284 | 42733 | 43551 | 55593  | 56304 | 51259 | 45381 | 45087 |

## Actionnariat

### Liste des principaux actionnaires
- au 18 décembre 2021[25] :

| Nom                                             | %      |
| ----------------------------------------------- | ------ |
| Banco Bilbao Vizcaya Argentaria                 | 4,74 % |
| CaixaBank                                       | 4,61 % |
| The Vanguard Group                              | 2,29 % |
| Amundi Asset Management (Investment Management) | 1,90 % |
| Norges Bank Investment Management               | 1,87 % |
| Telefónica (autodétention)                      | 1,65 % |
| BlackRock Advisors (UK)                         | 0,87 % |
| Lyxor International Asset Management            | 0,70 % |
| Geode Capital Management                        | 0,64 % |
| DWS Investments (UK)                            | 0,62 % |

- au 20 janvier 2025[26] :

| Nom                                    | %    | Valorisation (en millions d’euros) |
| -------------------------------------- | ---- | ---------------------------------- |
| Gouvernement espagnol                  | 10,0 | 2 312                              |
| CaixaBank                              | 9,9  | 2 310                              |
| Saudi Telecom Company                  | 5,0  | 1 149                              |
| Banco Bilbao Vizcaya Argentaria        | 4,9  | 1 139                              |
| Telefónica (autodétention)             | 0,5  | 114                                |
| Francisco Jose Riberas Mera            | 0,2  | 51                                 |
| Lightman Investment Management Limited | 0,18 | 43                                 |
| State Street Global Advisors Limited   | 0,18 | 42                                 |
| Pacer Advisors Incorporation           | 0,16 | 37                                 |
| Amundi                                 | 0,11 | 26                                 |

## Cotation
L'entreprise est cotée sur le marché continu des Bourses espagnoles (Madrid, Barcelone, Bilbao et Valence) et dans les Bourses de Tokyo, New York, le SEAQ International de la Bourse de Londres, Paris, Francfort, Londres et Lyon. En 2000, sa direction fut l'une des premières à décider la fin des programmes de stock-options.

## Direction
- Estanislao de Urquijo y Ussía, PDG de Telefónica (1924 - 1945)
- José Navarro Reverter y Gomís, PDG de Telefónica (1945 - 1965)
- Antonio Barrera de Irimo, PDG de Telefónica (1965 - 1973)
- José Antonio González-Bueno, PDG de Telefónica (1973 - 1976)
- Tomás Allende y García-Baxter, PDG de Telefónica (1976 - 1980)
- Salvador Sanchez-Terán Hernández, PDG de Telefónica (1980 - 1982)
- Luis Solana Madariaga, PDG de Telefónica (1982 - 1989)
- Cándido Velazquez-Gaztelo, PDG de Telefónica y Ruiz (1989 - 1996)
- Juan Villalonga Navarro, PDG de Telefónica(1996 - 2000)
- César Alierta, PDG de Telefónica (2000 - 2016)
- José María Álvarez-Pallete, PDG de Telefónica (2006-2025) [27]
- Marc Murtra (en), PDG de Telefónica depuis 2025.

## Sponsoring

### Football (sélections nationales FIFA)
- Brésil
- Colombie
- Espagne
- Mexique
- Pérou
- Venezuela

### Moto
- Movistar Yamaha Moto GP

### Cyclisme
- Équipe cycliste Movistar

### Voile
- Team Movistar

### Basket
- Estudiantes Madrid

### Futsal
- Inter Movistar

### Rugby
- Angleterre